# اسم من دلقک
اسم من دلقک (به هندی: Mera Naam Joker) یا نام من ژوکر است فیلمی محصول سال ۱۹۷۰ و به کارگردانی راج کاپور است. در این فیلم بازیگرانی همچون راج کاپور، سیمی گریوال، مانوج کومار، دهر مندرا، ریشی کاپور، دارا سینگ، پادمینی، راجندرا کومار ایفای نقش کرده‌اند.